# Louis Tobback
Pour les articles homonymes, voir Tobback.
Louis Marie Joseph Tobback est un homme politique belge né à Louvain le 3 mai 1938, membre du parti sp.a.
En 1962, Tobback obtient un diplôme en philologie romane de la VUB. Professionnellement, il devient professeur de français à l'Athénée Royal de Louvain. De 1984 à 1987, il est également membre du conseil d'administration de la VUB.
Il est le père d'un autre homme politique belge, Bruno Tobback.

## Carrière politique
- 1988-1994 : ministre de l'Intérieur (il siégea pendant la 47e législature de la Chambre des représentants)
- 1994-1998 : président du sp.a (il sera remplacé à ce poste par Fred Erdman)
- 1995 - 2018 : bourgmestre de la ville de Louvain
- 1995 : nommé ministre d'État par le roi Albert II.
- 1995 - avril 1998 : sénateur
- 24 avril 1998 - 27 septembre 1998 vice-premier ministre et ministre de l'Intérieur (en remplacement de Johan Vande Lanotte, démissionnaire). Il quitte le gouvernement à la suite du scandale de la mort de Semira Adamu[1].
- Septembre 1998 - 2003 : sénateur

Louis Tobback est également le créateur de la loi sur le gardiennage belge. Cette loi, appelée loi Tobback établit l'obligation de formation en vue de l'obtention d'un certificat de compétence pour le gardiennage. 